# Chiesa della Cattedra di San Pietro (Mirano)
La chiesa della Cattedra di San Pietro è la parrocchiale di Scaltenigo, frazione di Mirano, in città metropolitana di Venezia e diocesi di Treviso; fa parte del vicariato di Mirano.

## Storia
Nel 1170 viene costruita una piccola cappella probabilmente sui resti di un precedente edificio dipendente dall’abbazia di Sant'Ilario. Nel 1371 l’edificio viene ricostruito nelle forme attuali, conservando la facciata e la pianta ad unica navata con una semplice abside quadrata. Nel 1430 viene ampliata la sacrestia e ricostruita la cuspide del vecchio campanile crollata. Nel 1435 questa cuspide verrà ricostruita in seguito ad una tromba d'aria. Nel 1550 vengono effettuate grandi trasformazioni a seguito delle norme tridentine. Oltre al rifacimento dell'interno vengono apportate modifiche agli ornamenti interni quali statue e dipinti, che vengono tolti o sostituiti; gli altari in legno vengono sostituiti con altari in marmo in stile barocco e il ciborio ligneo viene sostituito con uno in marmo. Inoltre il battistero viene spostato e rifatto di maggiori dimensioni chiuso da un cancello. Nel 1850 viene collocato il nuovo organo che sostituisce quello più antico e viene rifatta la pavimentazione che ricopre le sepolture esistenti, inoltre, nel 1863 vengono aperte nuove finestre e spostato il battistero e nel 1880 vengono aggiunte due nicchie nelle pareti Nord e Sud, viene costruita la sacrestia e riedificato il presbiterio, più grande. Nel 1910 l’esterno attiguo alla chiesa viene liberato da tutte le sepolture e risistemato secondo l’assetto odierno.

## Descrizione

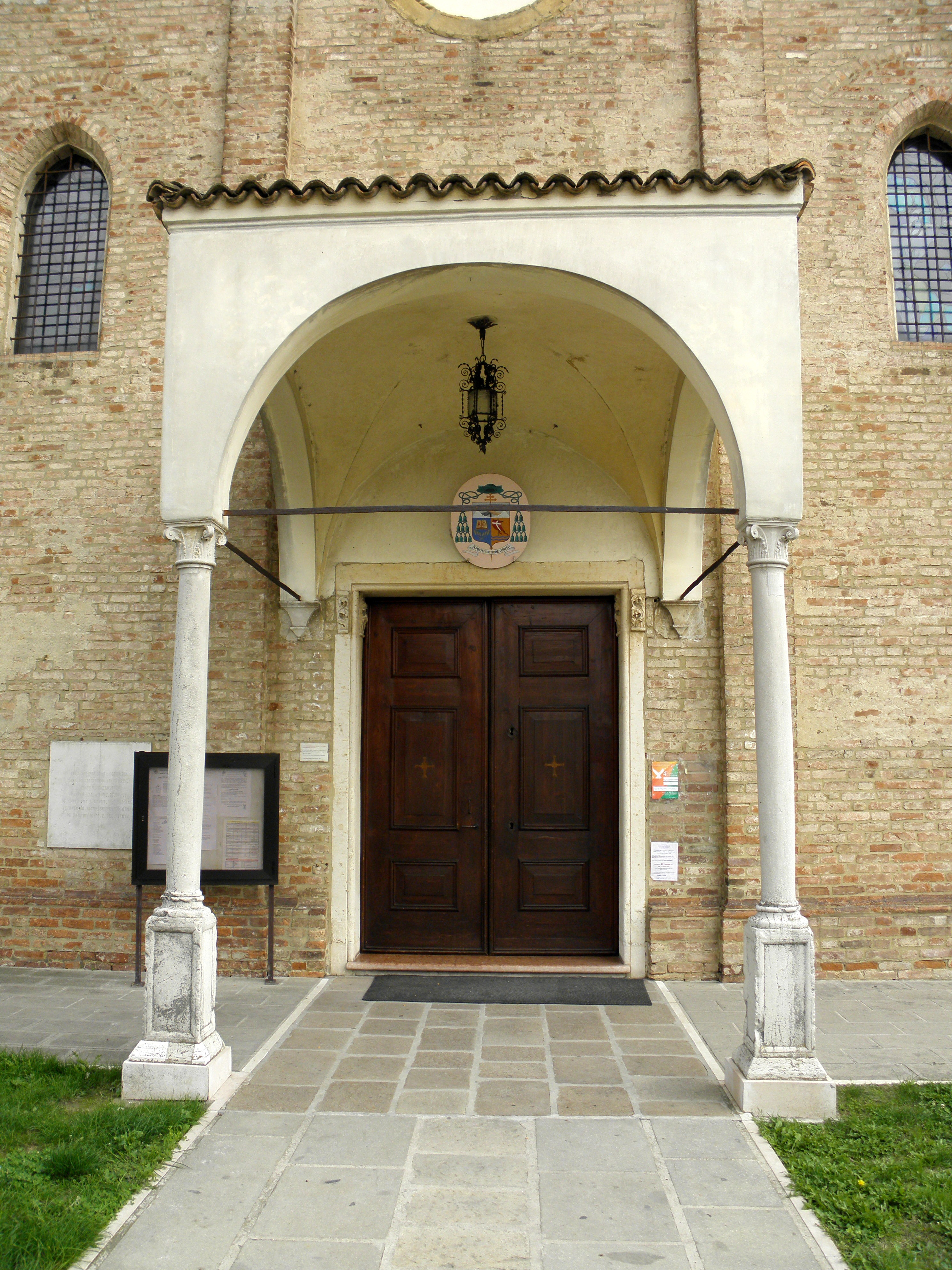
L'ingresso della chiesa

Si tratta di una chiesa (pieve) in stile romanico ad unica navata ed a doppio abside, ampliata solo in epoca moderna con quattro piccoli altari nelle esistenti nicchie di sporgenza laterali. La facciata principale, esterna, a campana, presenta le originarie insenature a trifora, secondariamente ridotte e ricoperte di pietra, due piccole vetrate originali e decorate artisticamente, il foro dell'originario rosone (ad oggi tappato), tre guglie (stile romanico) con croce in ferro battuto sulla sommità e un piccolo porticato (riprodotto identico alle prospettive originali), a protezione dell'originaria porta in legno.
Internamente, è stata nei secoli curata e migliorata. Ricca di rilievi marmorei in travertino rosso e carrara bianco, con pavimentazione a mosaico (rosso e bianco), presenta quattro altari laterali, dedicati a Maria, Sacro cuore di Gesù, San Pietro e Madonna del carmine e un altare frontale principale, rialzato con tre gradini protetto da un colonnato in marmo e un antico cancelletto in ottone (esemplare quasi unico e perfettamente conservato). A seguito di installazione di un impianto di riscaldamento, negli anni cinquanta, dal lato nord sono stati aggiunti due piccole appendici (una come vano magazzino accessibile solo dall'esterno e una laterale all'altare, oggi impiegata come cappella minore per piccole funzioni liturgiche). Nel lato sud, invece, un'altra appendice identica funge oggi da sacrestia, anticamente ridotta solo al cerchio esterno creato dal primo abside. L'abside, corredato di altare in ferro lavorato e bronzo e circondato da sedie e panche "monasteriali" in legno scuro, ha per sfondo un grande trono, ove si trova il tabernacolo, con sovrastante struttura di pietra e marmo, ove è affrescata la santissima trinità e la consacrazione della Cattedra di San Pietro. La grandezza di questa struttura crea, nel suo retro, come un secondo abside che fungeva anticamente da sacrestia, oggi collegato con la sacrestia dal lato sud.
Il fondo della chiesa è soppalcato con una struttura in legno, sorretta da quattro colonne in legno. Questo soppalco ospita l'originario organo a canne, ancora oggi in funzione, mentre nella parte sottostante vi sono due confessionali e la porta d'ingresso.

## Campanile e campane
Il campanile cuspidato originale venne costruito, come la chiesa, nel 1370. Per ragioni statiche, nel 1558 viene demolito il campanile che venne rimpiazzato nel 1563 dal nuovo campanile a Ovest, anteposto alla facciata principale della chiesa, fatta eccezione per il basamento ottagonale e per la cuspide, non realizzate per mancanza di fondi fino al 1566. Nel 1842 viene restaurato il campanile, a seguito di un fulmine che lo aveva danneggiato. Dieci anni dopo verranno collocate tre grandi e campane, fuse presso la ditta Colbachini di Padova che poi verranno sostituite nel 1893 da Pietro Colbachini di Bassano del Grappa. Nel 1902 l’ingegnere municipale Napoleone Civitach riporta una situazione preoccupante: la torre è fortemente fuori asse, ci sono tre fenditure lungo la canna, due delle quali oltrepassano lo spessore del muro, sui pilastri si nota un rigonfiamento e ci sono evidenti spaccature sulla cella campanaria. I lavori di restauro sono urgenti e vengono iniziati solo nel 1906, con il l’impresario Luigi Nebuloni, sotto la direzione di Marsich. Con l'occasione nel 1910 si rifà l'orologio meccanico ancora funzione oggi. Nel 1925 si aggiunge una quarta campana mentre nel 1935 si rifarà la campana grande presso la ditta Colbachini di Bassano. Tale campana è stata rimossa perché crepata, ed è oggi conservata nel giardino della chiesa, nel vialetto di collegamento con la canonica. Fu sostituita da un nuovo bronzo fuso nel 2000 dalla Colbachini di Padova. Anche questa campana ebbe una crepa, a tal punto da non essere più utilizzata quotidianamente.
| Campana | Nota nominale | Anno | Fonderia                             | Note                                           |
| ------- | ------------- | ---- | ------------------------------------ | ---------------------------------------------- |
| 1       | Do3 calante   | 2000 | Daciano Colbachini e Figli di Padova | Attualmente crepata                            |
| 2       | Re3 calante   | 1893 | Pietro Colbachini e Figli in Bassano | Sostituisce provvisoriamente la campana grande |
| 3       | Mi3 calante   | 1893 | Pietro Colbachini e Figli in Bassano |                                                |
| 4       | Fa3           | 1925 | Pietro Colbachini e Figli in Bassano | Aggiunta successivamente                       |

| Nota nominale   | Anno | Fonderia                             | Note                                                                                  | Foto |
| --------------- | ---- | ------------------------------------ | ------------------------------------------------------------------------------------- | ---- |
| Do3 calante (?) | 1935 | Pietro Colbachini e Figli in Bassano | Rifusa dalla precedente campana grande del 1893 Attualmente custodita fuori la chiesa |      |